# Hendrawan
Hendrawan (* 27. Juni 1972 in Malang) ist ein ehemaliger indonesischer Badmintonspieler. Er ist mit Silvia Anggraini, der Schwester von Hendra Setiawan, verheiratet.

## Karriere
Hendrawans Spezialdisziplin war das Herreneinzel, wo er auch alle seine großen Erfolge erringen konnte. 
Es war einer der dominierenden Einzelspieler um die Jahrtausendwende. Bei Olympia 2000 gewann er Silber, 2001 wurde er Weltmeister.

## Erfolge
| Saison    | Veranstaltung     | Disziplin    | Platz | Name      |
| --------- | ----------------- | ------------ | ----- | --------- |
| 1993      | French Open       | Herreneinzel | 1     | Hendrawan |
| 1995      | Swiss Open        | Herreneinzel | 2     | Hendrawan |
| 1995/1996 | Denmark Open      | Herreneinzel | 2     | Hendrawan |
| 1997      | Thailand Open     | Herreneinzel | 1     | Hendrawan |
| 1998      | Singapur Open     | Herreneinzel | 1     | Hendrawan |
| 1998      | Asienspiele       | Herreneinzel | 2     | Hendrawan |
| 1998      | All England       | Herreneinzel | 3     | Hendrawan |
| 1999      | Indonesia Open    | Herreneinzel | 3     | Hendrawan |
| 2000      | Japan Open        | Herreneinzel | 2     | Hendrawan |
| 2000      | Thailand Open     | Herreneinzel | 1     | Hendrawan |
| 2000      | Swiss Open        | Herreneinzel | 3     | Hendrawan |
| 2000      | Olympia           | Herreneinzel | 2     | Hendrawan |
| 2001      | Weltmeisterschaft | Herreneinzel | 1     | Hendrawan |
| 2002      | Asienspiele       | Herreneinzel | 3     | Hendrawan |